# Palpita sejunctalis
Palpita sejunctalis là một loài bướm đêm trong họ Crambidae.